# Loison
Pour les articles homonymes, voir Loison (homonymie).
Loison est une commune française située dans le département de la Meuse, en région Grand Est.

## Géographie
Le Loison prend sa source dans la commune.

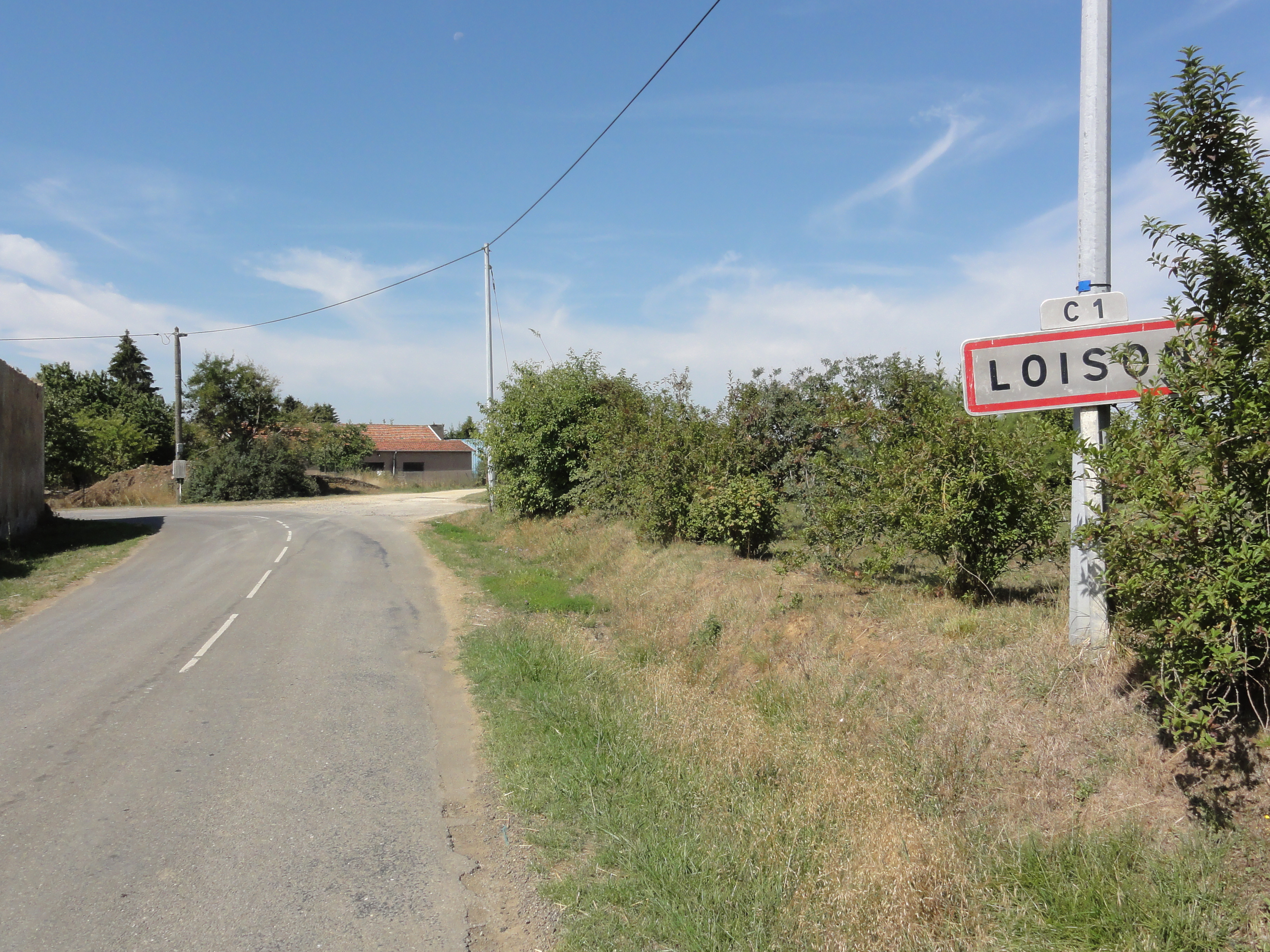
Entrée de Loison.
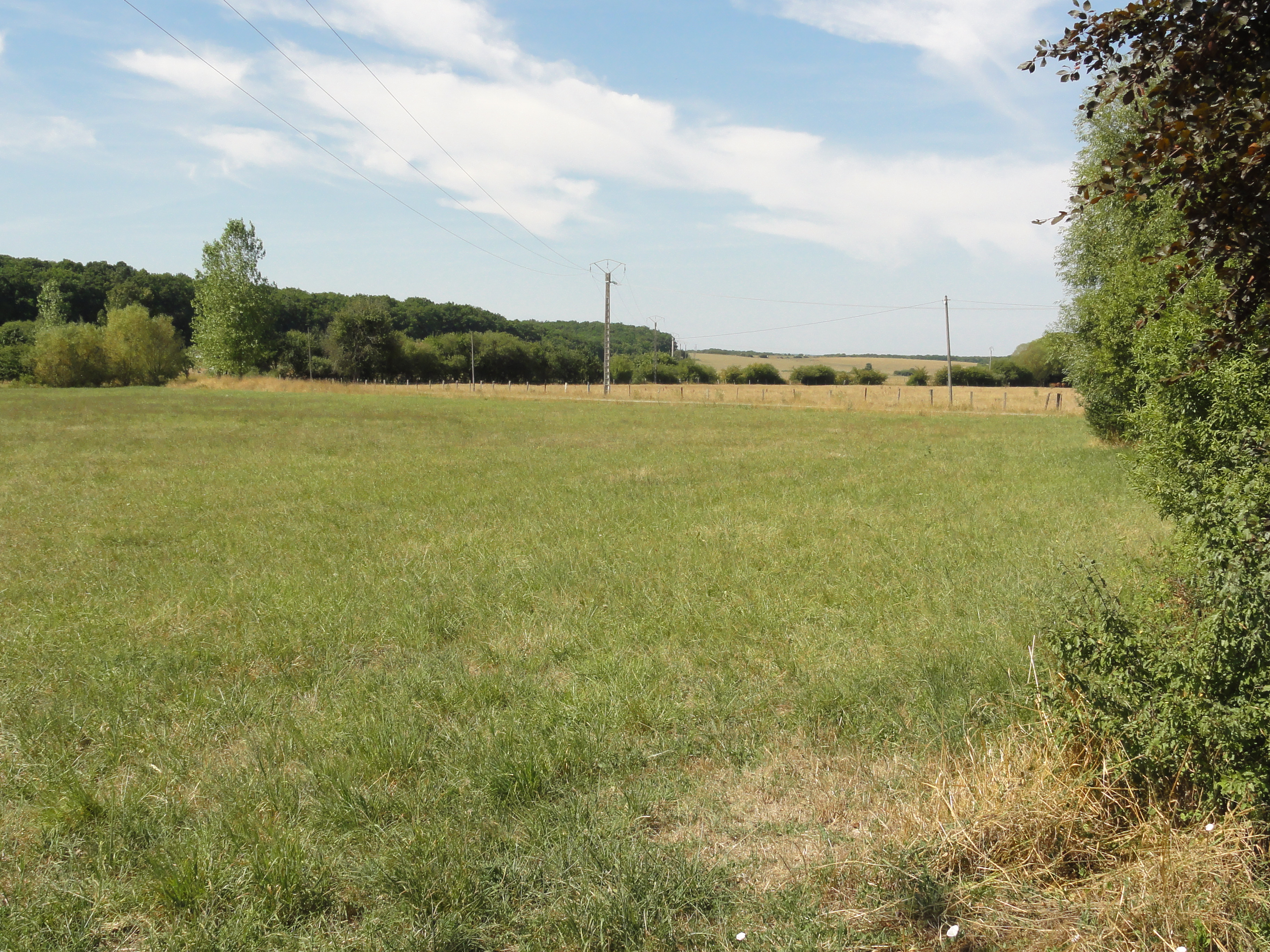
Paysage à Loison.
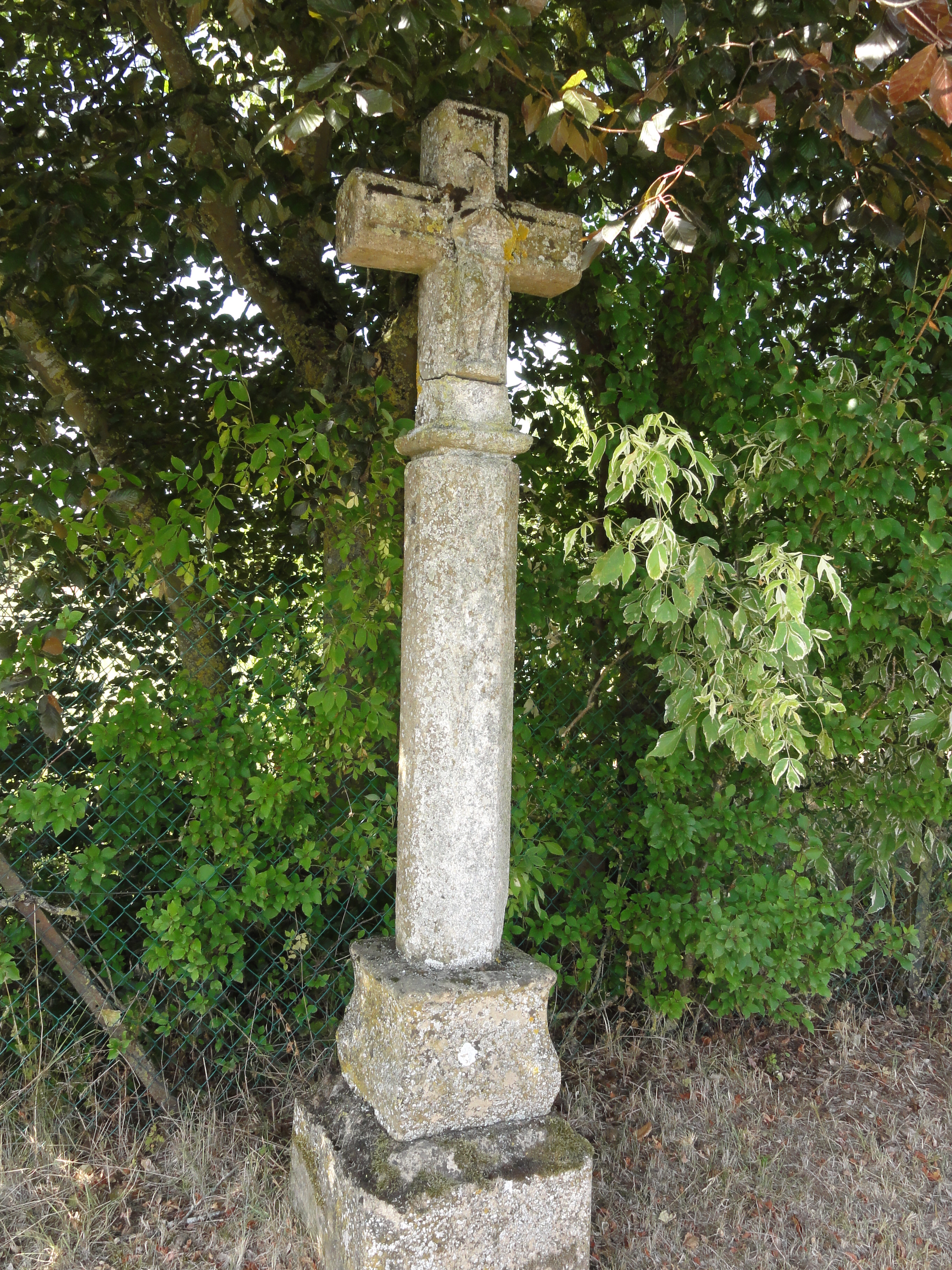
Croix de chemin sculptée.

| Billy-sous-Mangiennes | Muzeray |             |
|                       | Loison  | Vaudoncourt |
| Gremilly              | Gincrey | Senon       |

### Hydrographie
La commune est traversée par la ligne de partage des eaux entre les bassins versants du Rhin et de la Meuse au sein du bassin Rhin-Meuse. Elle est drainée par le Loison et le ruisseau le Sorel,.
Le Loison, d'une longueur de 53 km, prend sa source dans la commune  et se jette  dans la Chiers à Chauvency-le-Château, après avoir traversé 17 communes.

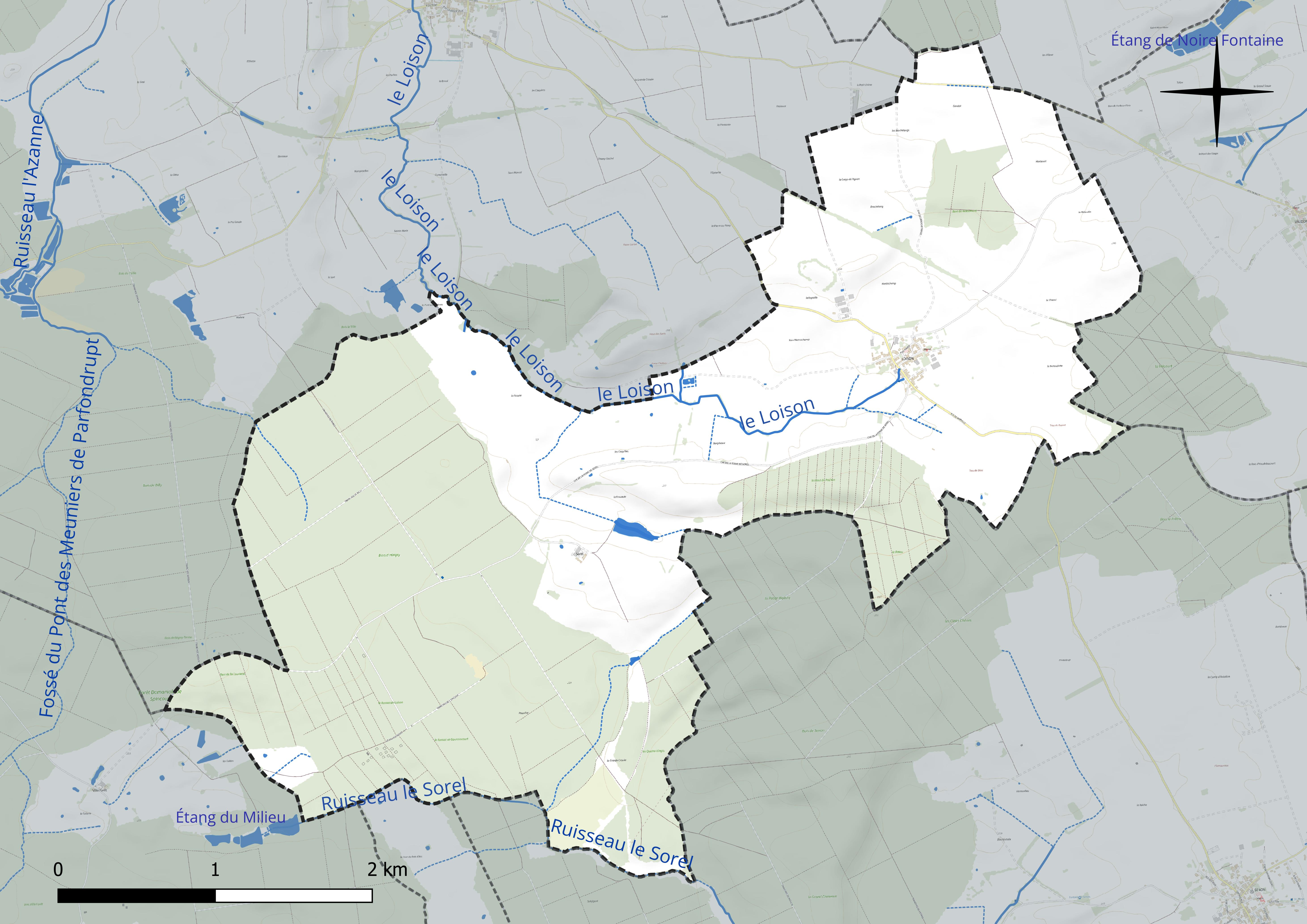
Réseau hydrographique de Loison.

### Climat
Pour des articles plus généraux, voir Climat du Grand Est et Climat de la Meuse.
En 2010, le climat de la commune est de type climat des marges montargnardes, selon une étude du Centre national de la recherche scientifique s'appuyant sur une série de données couvrant la période 1971-2000. En 2020, Météo-France publie une typologie des climats de la France métropolitaine dans laquelle la commune est dans une zone de transition entre le climat océanique altéré et le climat océanique altéré et est dans la région climatique  Lorraine, plateau de Langres, Morvan, caractérisée par un hiver rude (1,5 °C), des vents modérés et des brouillards fréquents en automne et hiver.
Pour la période 1971-2000, la température annuelle moyenne est de 9,8 °C, avec une amplitude thermique annuelle de 16,3 °C. Le cumul annuel moyen de précipitations est de 900 mm, avec 13,5 jours de précipitations en janvier et 9,5 jours en juillet. Pour la période 1991-2020, la température moyenne annuelle observée sur la station météorologique de Météo-France la plus proche, « Rouvres-en-woevre », sur la commune de Rouvres-en-Woëvre à 12 km à vol d'oiseau, est de 10,8 °C et le cumul annuel moyen de précipitations est de 668,3 mm. 
La température maximale relevée sur cette station est de 40,2 °C, atteinte le 24 juillet 2019 ; la température minimale est de −15,4 °C, atteinte le 7 février 2012,,.
Les paramètres climatiques de la commune ont été estimés pour le milieu du siècle (2041-2070) selon différents scénarios d'émission de gaz à effet de serre à partir des nouvelles projections climatiques de référence DRIAS-2020. Ils sont consultables sur un site dédié publié par Météo-France en novembre 2022.

## Urbanisme

### Typologie
Au 1er janvier 2024, Loison est catégorisée commune rurale à habitat dispersé, selon la nouvelle grille communale de densité à sept niveaux définie par l'Insee en 2022.
Elle est située hors unité urbaine et hors attraction des villes,.

### Occupation des sols
L'occupation des sols de la commune, telle qu'elle ressort de la base de données européenne d’occupation biophysique des sols Corine Land Cover (CLC), est marquée par l'importance des territoires agricoles (53,6 % en 2018), une proportion sensiblement équivalente à celle de 1990 (53,5 %). La répartition détaillée en 2018 est la suivante : 
forêts (40,7 %), prairies (28,9 %), terres arables (24,7 %), milieux à végétation arbustive et/ou herbacée (5,6 %). L'évolution de l’occupation des sols de la commune et de ses infrastructures peut être observée sur les différentes représentations cartographiques du territoire : la carte de Cassini (XVIIIe siècle), la carte d'état-major (1820-1866) et les cartes ou photos aériennes de l'IGN pour la période actuelle (1950 à aujourd'hui).

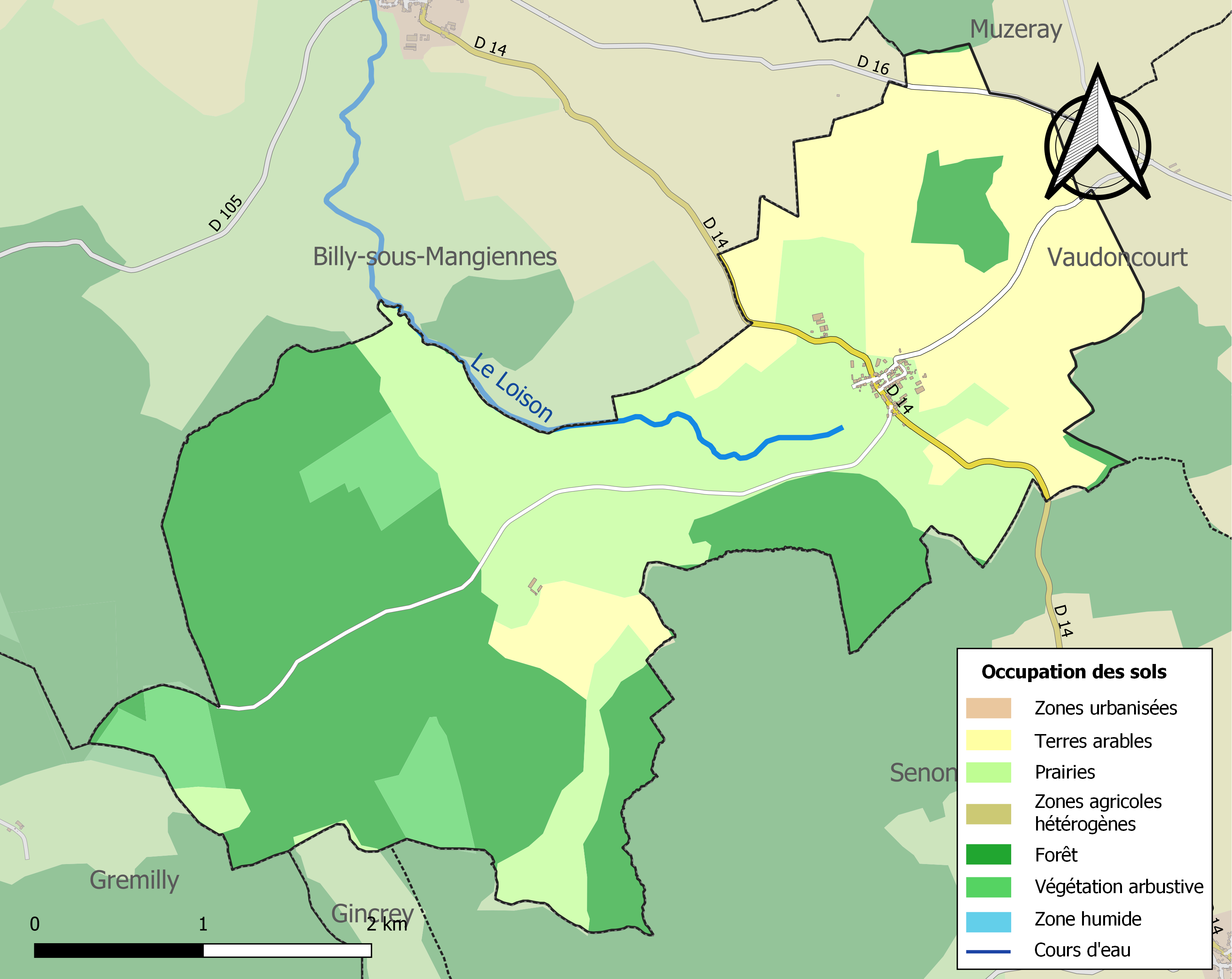
Carte des infrastructures et de l'occupation des sols de la commune en 2018 (CLC).

## Toponymie
Le nom de la localité est attesté sous les formes Loscium (973) ; Lasio (973) ; Lossoni-curtis (1049) ; Jossoni-curtis (1127) ; Capella in Loseio (1179) ; Molendinum apud Loseium (1179) ; Loison (1243) ; Loizon (1268) ; Loÿsonum (1460) ; Loyson (1448) ; Loysonnum (1642) ; L’Oyson (1642) ; Losonium (1738) ; Losonis-curtis (1756).

En lorrain, la commune est appelée Loujon.

## Histoire
Le nom de la commune, mentionné en 973 sous le nom de Loscium, est inscrit dans la charte de la fondation de l’abbaye de Saint-Paul à Verdun.
Au XIe siècle, Loison dépend de Muzeray. Loison reçoit une charte d’affranchissement en 1482.
Forbeuvillers, commune citée vers 1127, est entièrement détruite pendant les Guerres de religion. Loison, Muzeray et Vaudoncourt se partagent par la suite le ban de Forbeuvillers. Le partage est réglé au tribunal.
Vers 1850, Loison compte 444 habitants. Une tuilerie est alors installée à la Couriette.

### Première Guerre mondiale
Pendant la Première Guerre mondiale, le village est occupé par l'armée allemande dès 1914, et jusqu'en 1918. Il fait partie de l'arrière-front allemand pendant la bataille de Verdun. Dans le bois d'Ingry, à l'écart du village, les Allemands créent le Camp Marguerre, un centre d'expérimentation et de production de béton pour les abris du front de Verdun.

Le village occupé par les Allemands pendant la Première Guerre mondiale.
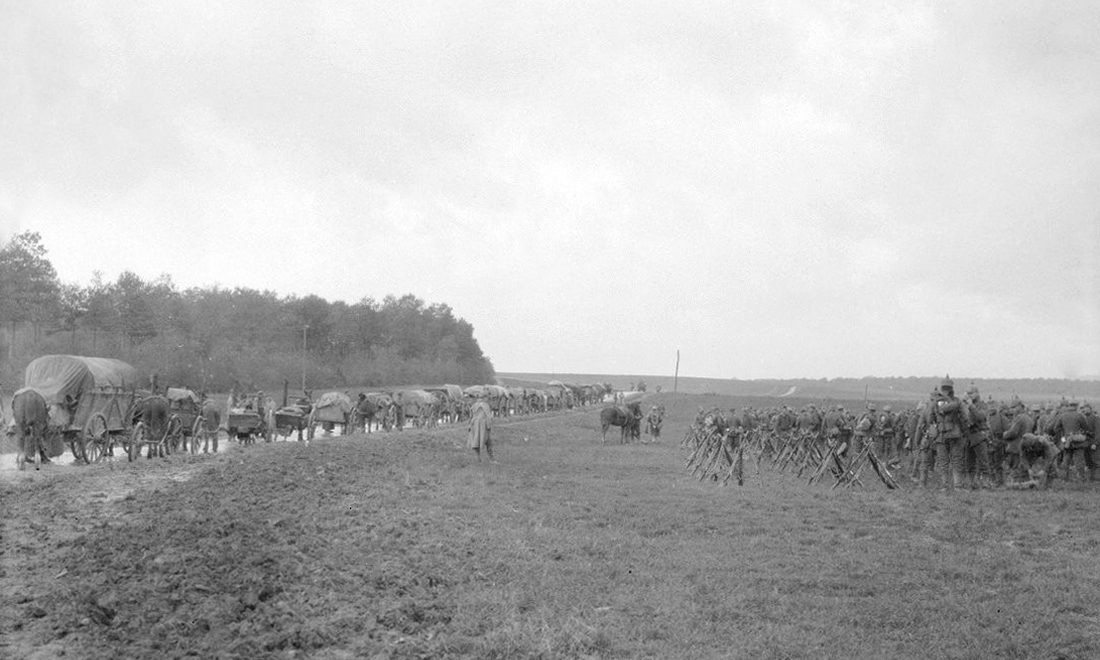
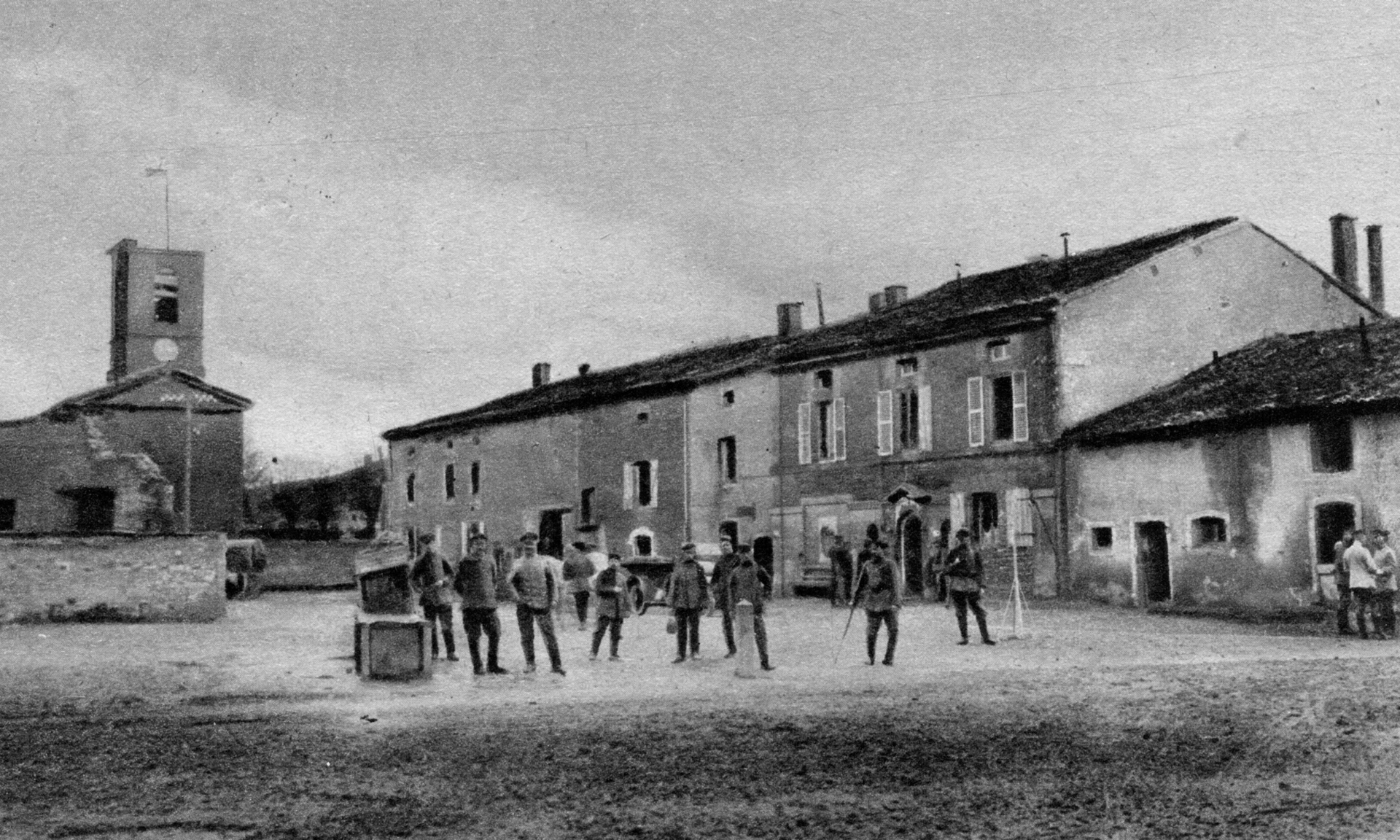
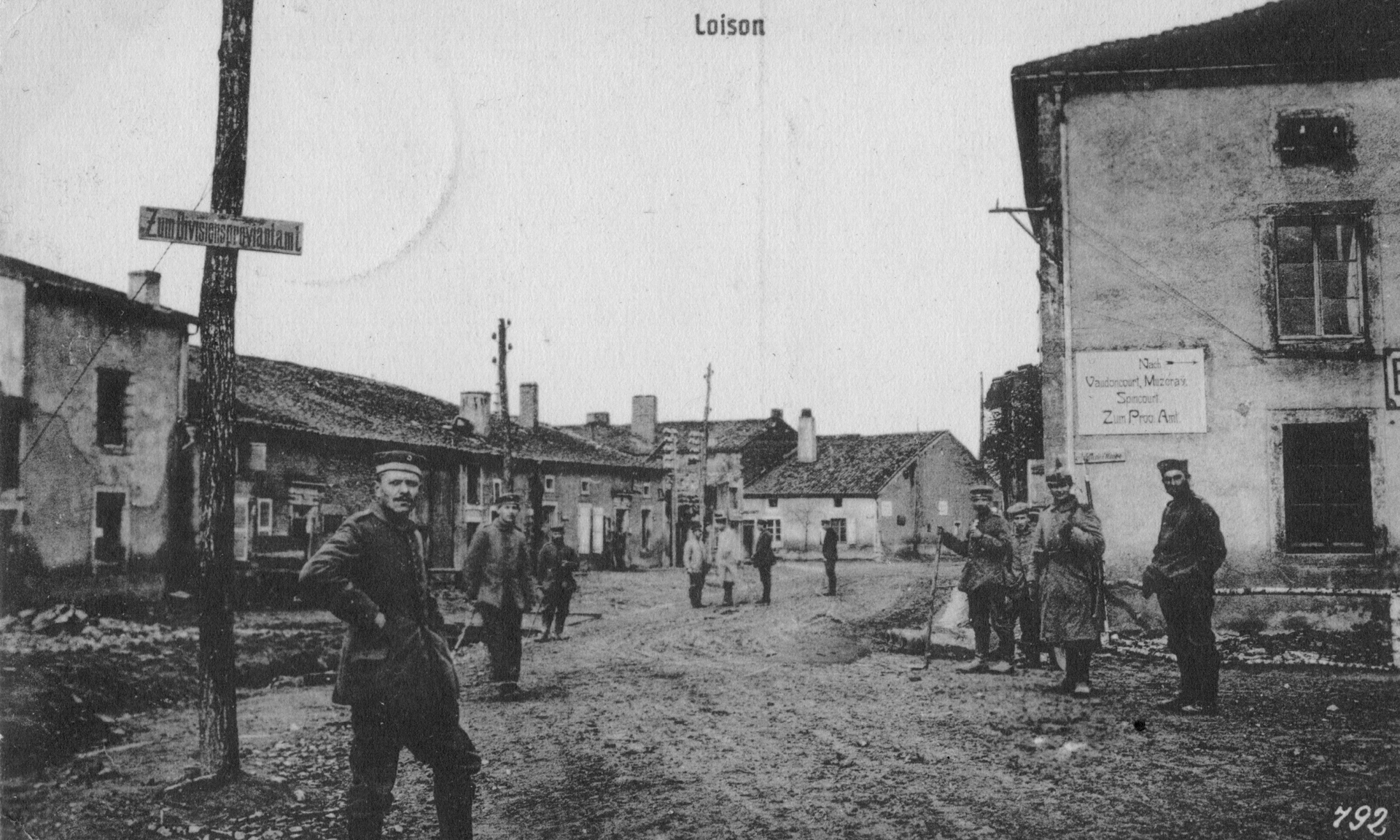

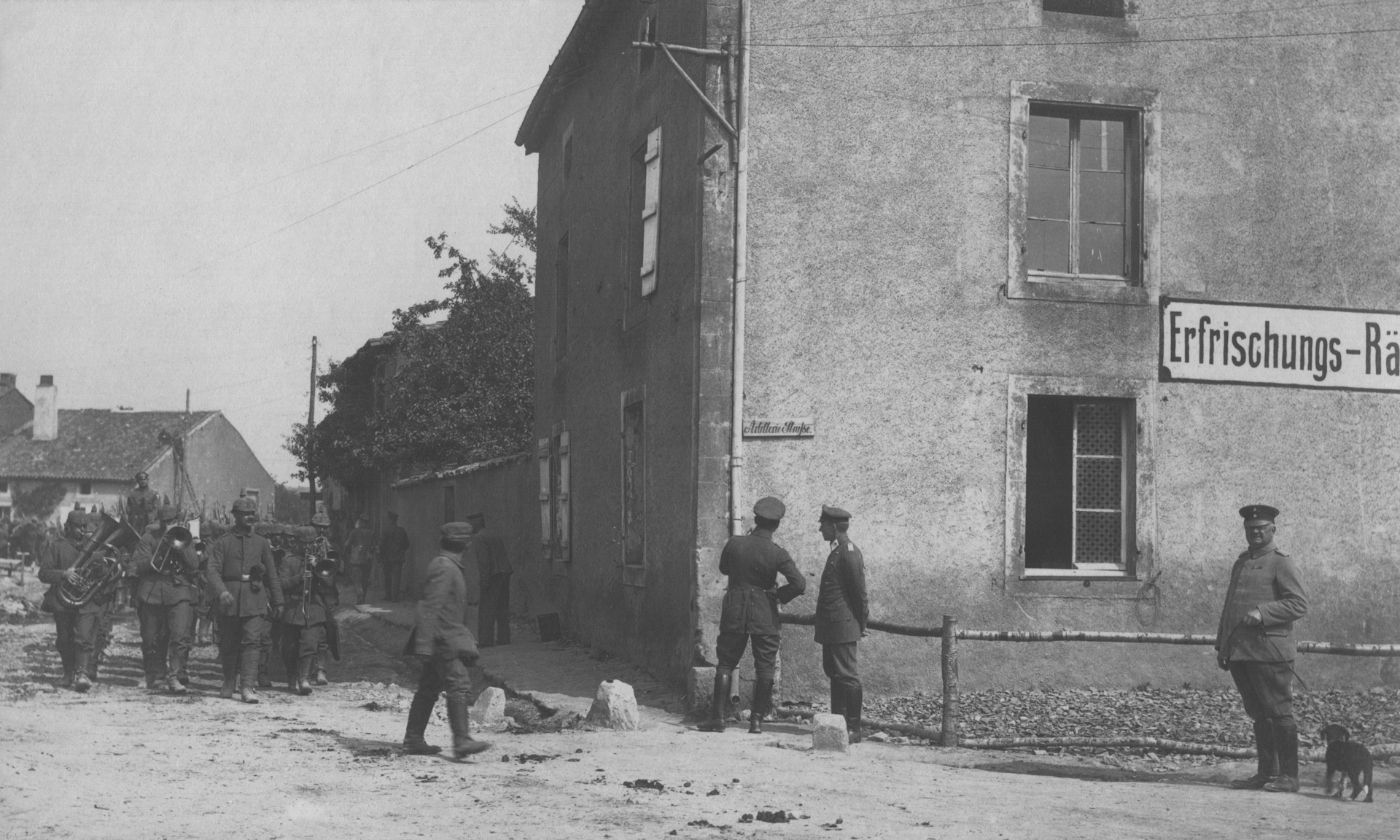
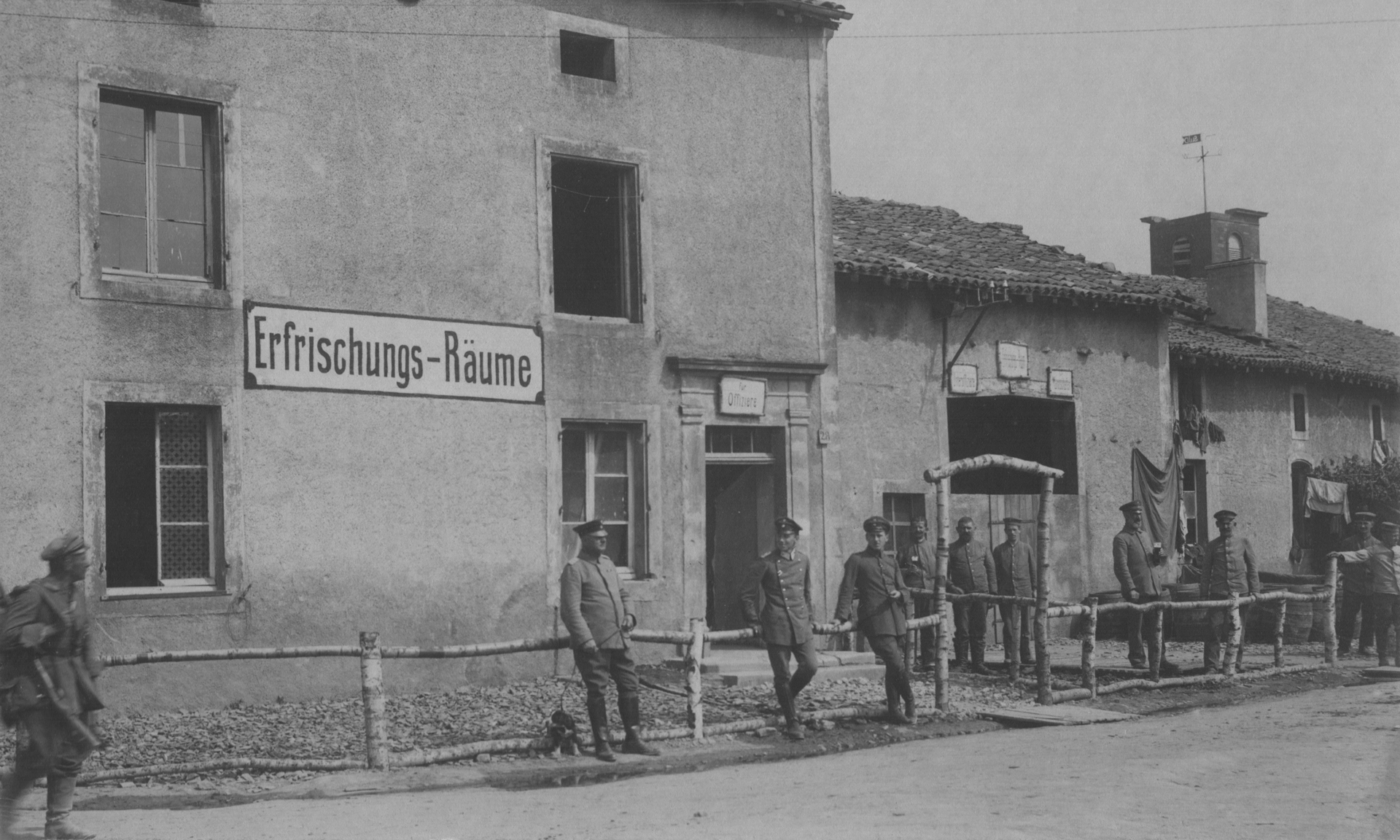
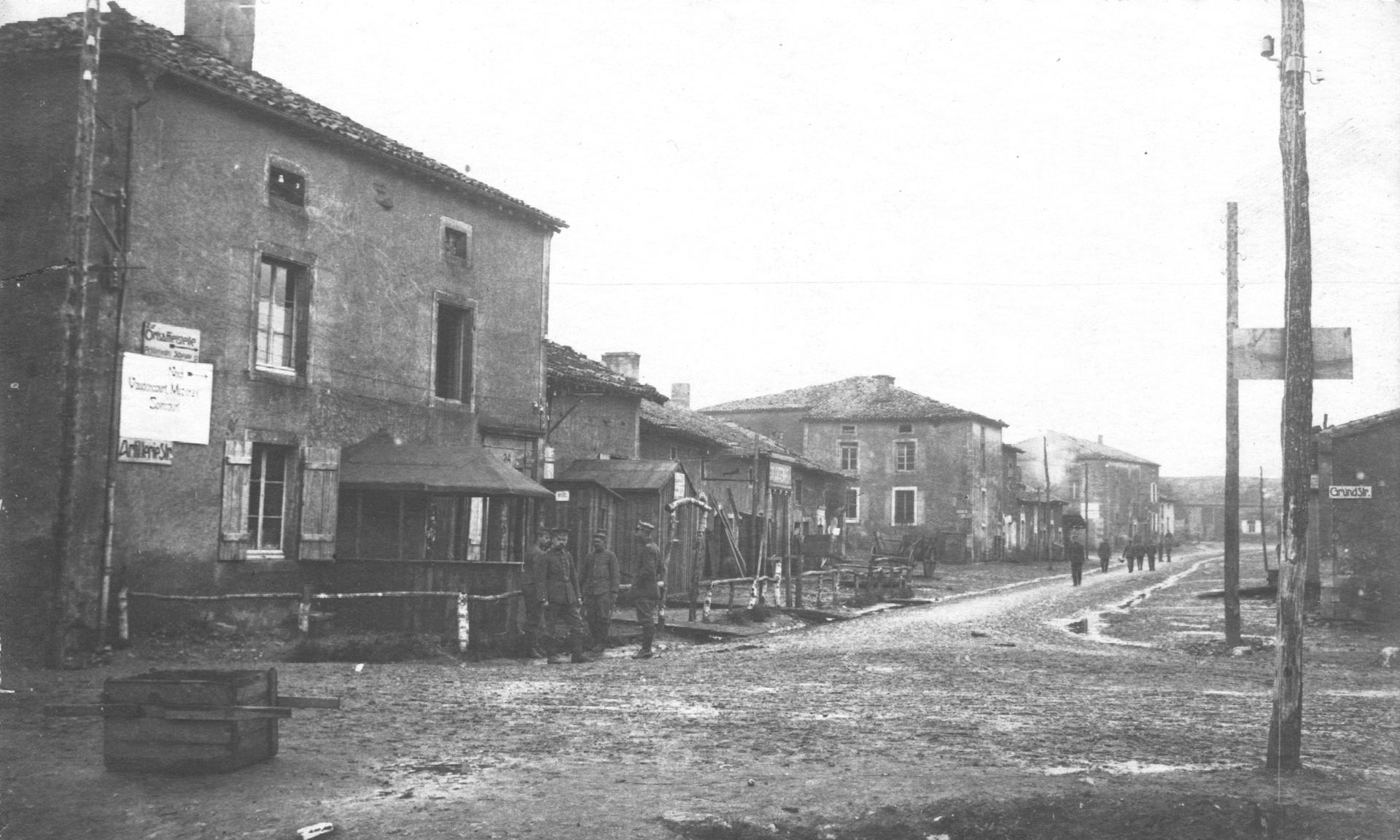
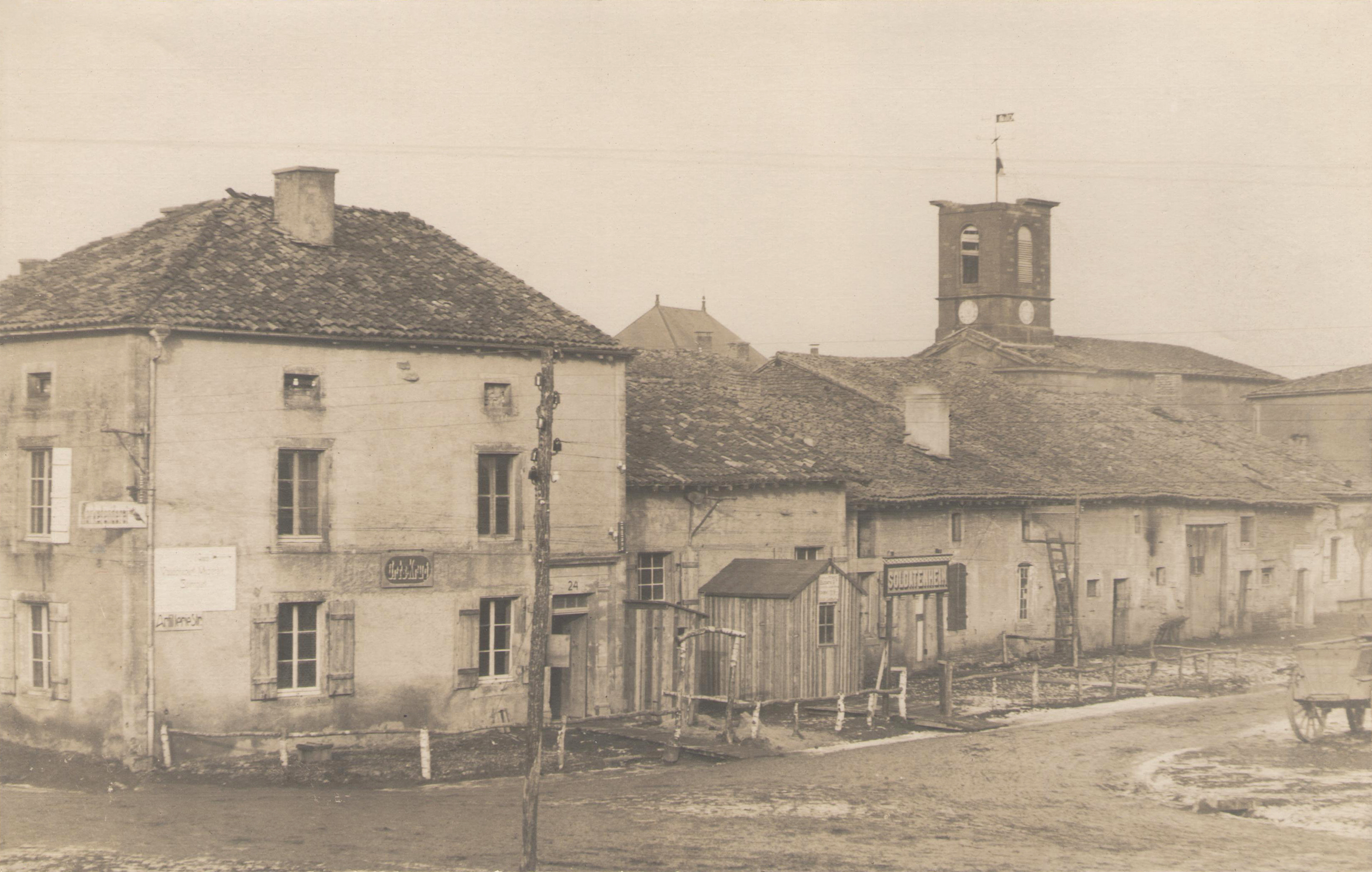

Le 1er février 1929, deux ouvriers, Nacisse Regaldi, 25 ans, et Ernest Reino, 33 ans, trouvent la mort en tentant de désamorcer un obus.

## Politique et administration
| Période                                  | Période      | Identité          | Étiquette | Qualité                |
| ---------------------------------------- | ------------ | ----------------- | --------- | ---------------------- |
| Les données manquantes sont à compléter. |              |                   |           |                        |
|                                          |              | Pol Niclot        |           | Agriculteur            |
| mars 2001                                | mars 2008    | Paul-Émile Babin, |           | Agriculteur            |
| mars 2008                                | mars 2014    | Valéry Leplomb    |           |                        |
| mars 2014                                | juillet 2014 | Pierre Ervyn      |           |                        |
| juillet 2014                             | mai 2020     | José Marolho      |           |                        |
| mai 2020                                 | En cours     | Michel Jozan      |           | Technicien/Agriculteur |

## Population et société

### Démographie
L'évolution du nombre d'habitants est connue à travers les recensements de la population effectués dans la commune depuis 1793. Pour les communes de moins de 10 000 habitants, une enquête de recensement portant sur toute la population est réalisée tous les cinq ans, les populations de référence des années intermédiaires étant quant à elles estimées par interpolation ou extrapolation. Pour la commune, le premier recensement exhaustif entrant dans le cadre du nouveau dispositif a été réalisé en 2004.

En 2022, la commune comptait 117 habitants, en évolution de −1,68 % par rapport à 2016 (Meuse : −4,4 %, France hors Mayotte : +2,11 %).
| 1793 | 1800 | 1806 | 1821 | 1831 | 1836 | 1841 | 1846 | 1851 |
| ---- | ---- | ---- | ---- | ---- | ---- | ---- | ---- | ---- |
| 250  | 309  | 329  | 378  | 415  | 413  | 400  | 423  | 444  |

| 1856 | 1861 | 1866 | 1872 | 1876 | 1881 | 1886 | 1891 | 1896 |
| ---- | ---- | ---- | ---- | ---- | ---- | ---- | ---- | ---- |
| 405  | 415  | 410  | 374  | 375  | 401  | 370  | 360  | 327  |

| 1901 | 1906 | 1911 | 1921 | 1926 | 1931 | 1936 | 1946 | 1954 |
| ---- | ---- | ---- | ---- | ---- | ---- | ---- | ---- | ---- |
| 319  | 305  | 275  | 207  | 217  | 195  | 200  | 172  | 144  |

| 1962 | 1968 | 1975 | 1982 | 1990 | 1999 | 2004 | 2006 | 2009 |
| ---- | ---- | ---- | ---- | ---- | ---- | ---- | ---- | ---- |
| 145  | 125  | 107  | 92   | 85   | 80   | 95   | 100  | 102  |

| 2014 | 2019 | 2022 | - | - | - | - | - | - |
| ---- | ---- | ---- | - | - | - | - | - | - |
| 117  | 120  | 117  | - | - | - | - | - | - |

## Culture locale et patrimoine

### Lieux et monuments
- L'église Saint-Laurent du XVIe siècle.
- Croix de chemin sculptée.
- Camp Marguerre (1915). Situé dans le bois d'Ingry, à quelques kilomètres du village, il s'agit d'une base arrière allemande de la Première Guerre mondiale. Le Camp Marguerre était un site d'expérimentation et de production de béton pour les abris fortifiés du front. Composé de baraquements en béton, il a été construit sous les ordres du capitaine Hans Marguerre[26],[27],[28],[29].

Vestiges du Camp Marguerre.
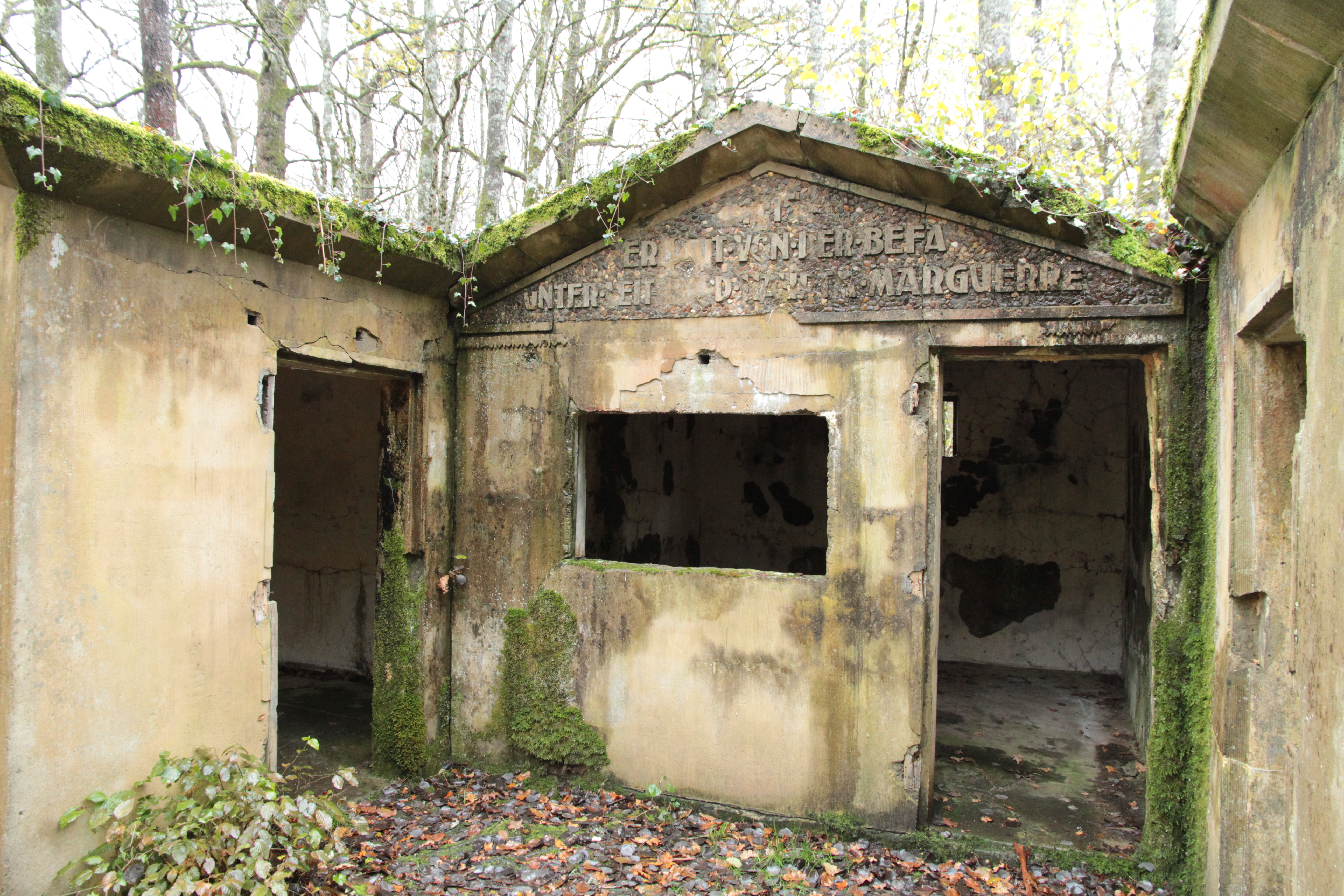
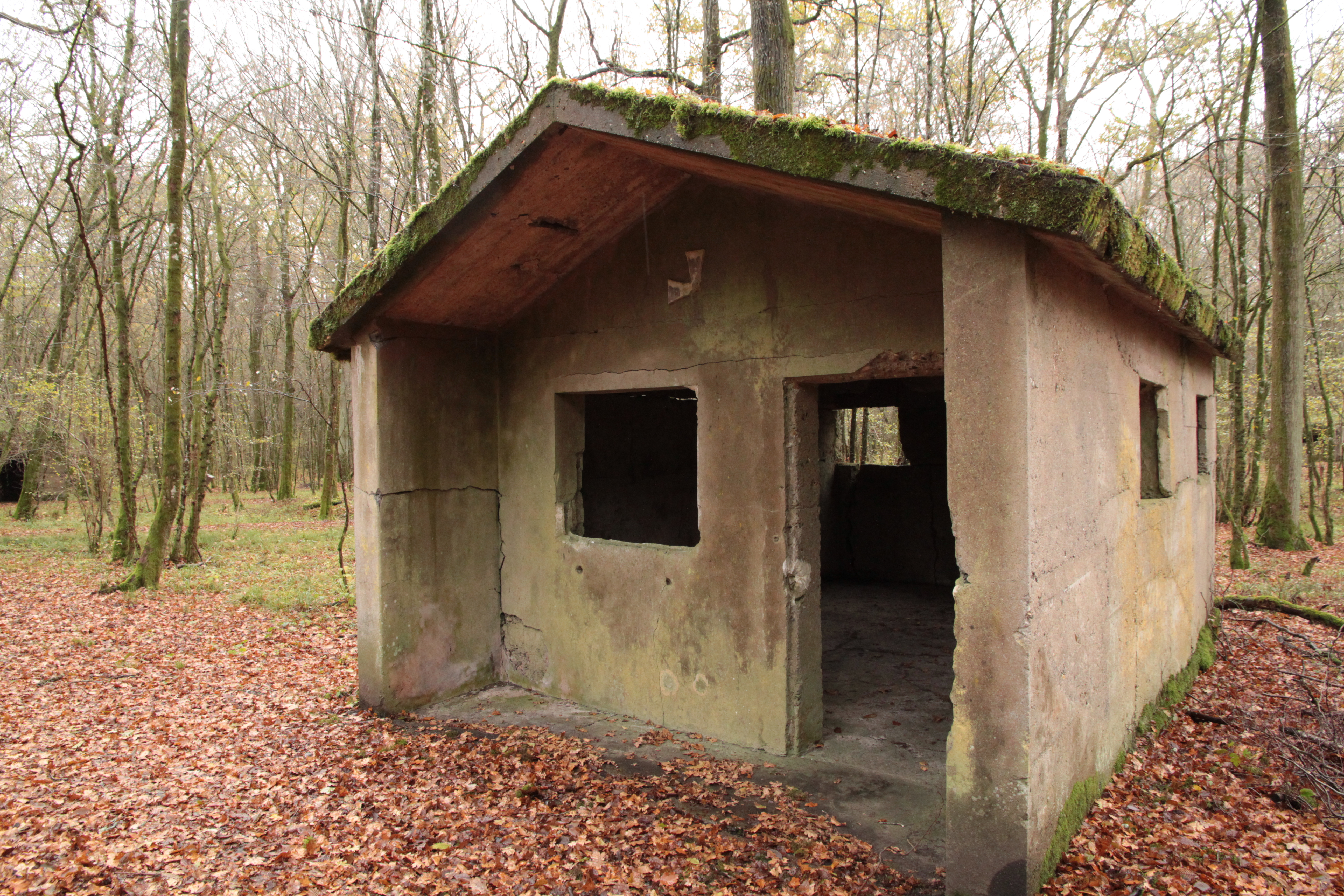
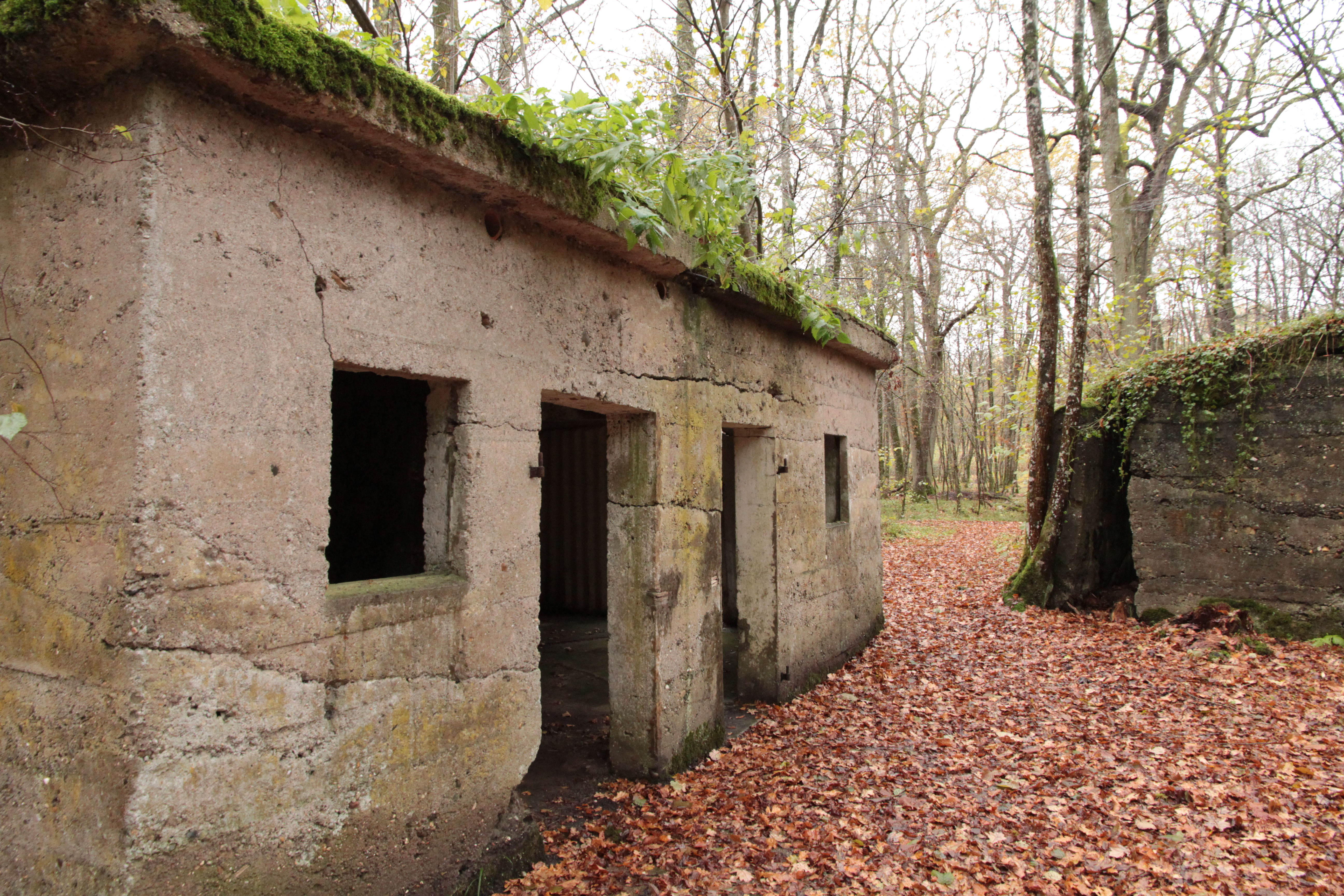

### Personnalités liées à la commune
- Charles Humbert (1866-1927), homme politique, député puis sénateur de la Meuse, né à Loison[30].

### Héraldique, logotype et devise
| Blason de Loison | Blason  | D'or à la cotice ondée d'azur côtoyée en chef d'une hirondelle en vol de sable et en pointe d'un gril du même. |
| Blason de Loison | Détails | Adopté par la municipalité au premier semestre 2023.                                                           |